# Lodoyong
Lodoyong is een bestuurslaag in het regentschap Semarang van de provincie Midden-Java, Indonesië. Lodoyong telt 6475 inwoners (volkstelling 2010).